# Armand Chappée
Armand Chappée, né à Auteuil (Seine-et-Oise) le 30 avril 1835 et mort au Mans (Sarthe) en septembre 1922, est un maître de forges, industriel, homme politique français et fondateur du groupe Chappée.

## Biographie

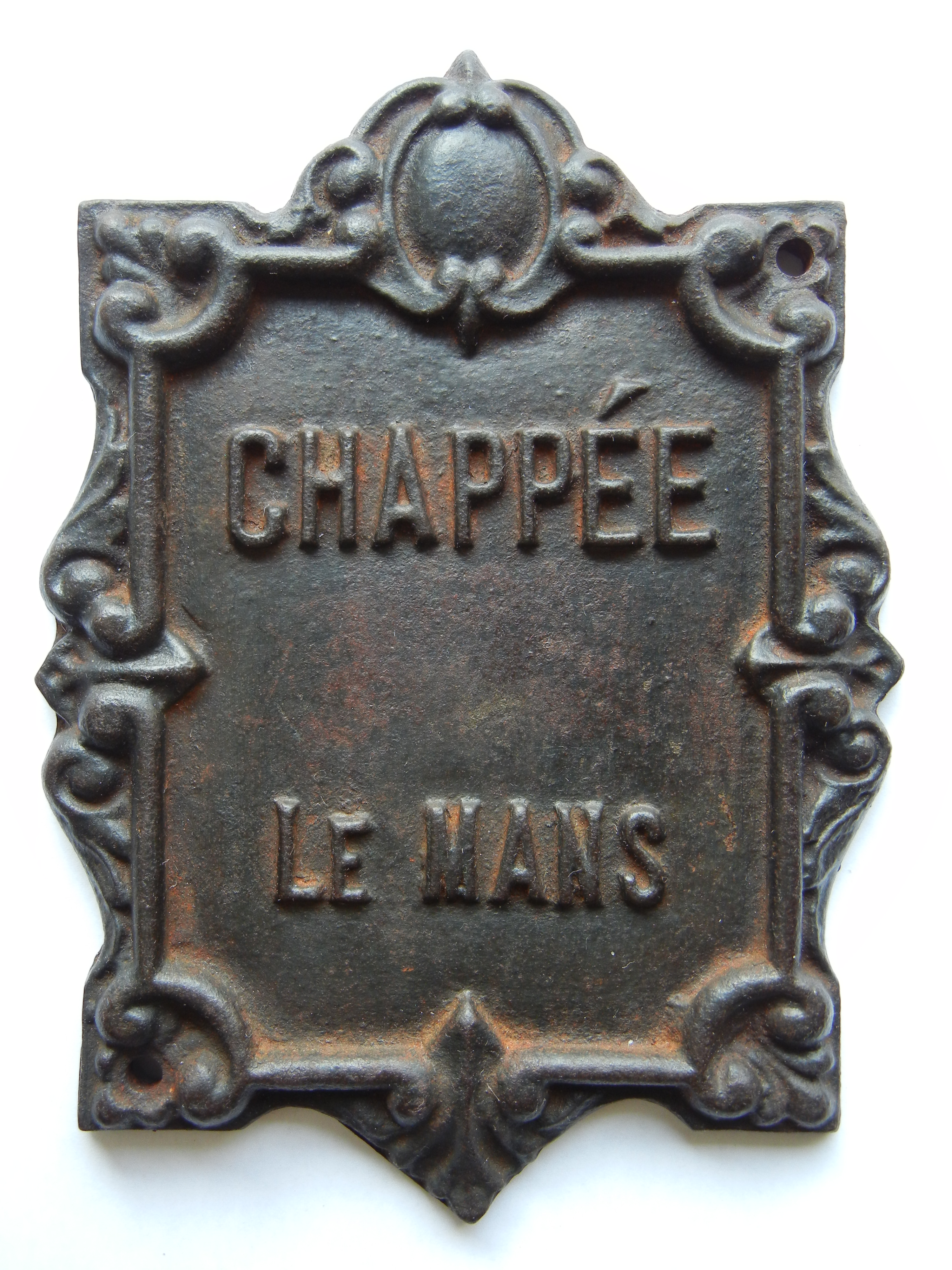
Plaque du constructeur Chappée, Le Mans.

Armand Chappée est né à Auteuil dans le département de Seine-et-Oise (actuelles Yvelines) le 30 avril 1835. Il est le fils d'un marchand-épicier.
En 1856, il entre aux forges d'Antoigné à Sainte-Jamme-sur-Sarthe dans la Sarthe, comme secrétaire comptable. En 1865, elles comptent 240 salariés.
Le 7 septembre 1858 , il se marie avec Victorine Doré, une des filles de Victor Doré — le maître de la forge d'Antoigné — et il devient le plus proche collaborateur de son beau-père.
Son beau-père Victor Doré se retire en 1875 et partage ses forges entre ses deux filles.
Sa femme Victorine ayant hérité des forges d'Antoigné, il en devient le directeur et sera le digne continuateur de son beau-père. Il va profiter de la demande occasionnée par la construction du chemin de fer. En 1882, il achète la forge de Port-Brillet en Mayenne. Sa production est alors de 100 tonnes de moulage par jour.
Il obtient le grand prix de fonderie à l'Exposition universelle de 1889 à Paris.
Armand Chappée est nommé chevalier de la Légion d'honneur le 3 août 1891.
Il fonde en 1895 avec son fils Louis la Société Chappée et fils, et y associe son fils Julien en 1896. Cette société s'oriente vers le matériel de chauffage et cuisson et fabrique en série de nouveaux produits, cuisinières, poêles, fourneaux, fonte culinaire, mobilier urbain (la fontaine Wallace simplifiée). Elle construit des radiateurs en fonte, puis des chaudières dont les premiers modèles sont présentés à l'Exposition universelle de 1900.
Durant la Première Guerre mondiale, sa société fabrique des obus de tous calibres pour le front. Cette période permet à l'entreprise de prospérer. 
Il meurt en septembre 1922 et est enterré au Mans au cimetière de Saint-Pavin-des-Champs. 
Son fils Julien Chappée (1862-1957) fut industriel, mais également peintre, collectionneur et érudit.

## Fonctions
Armand Chappée est nommé secrétaire de la chambre de commerce du Mans en 1888, et devient son vice-président en 1904.
Il siège comme président du syndicat général des fondeurs de France et d'administrateur de la Banque de France.
Il œuvre à la création de l'école professionnelle du Mans.
Il exerce les fonctions de maire de Sainte-Jamme-sur-Sarthe, commune de la Sarthe de 1861 à 1877, puis de 1878 à 1900.

### Sources
- Armand Chappée, Institutions patronales de la maison Chappée et fils, fondeurs-constructeurs, allocution de M. A. Chappée, fondateur, imprimerie. C. Blanchet (Le Mans), 1903. (lire en ligne)